# Albert Lévy Themans
Albert Lévy Themans was een Nederlandse bobsleeër.
Lévy Themans begon rond 1923 met bobsleeën. Zowel als piloot als remmer was hij succesvol met het winnen van verschillende prijzen. Hij werd geselecteerd om deel uit te maken van de viermansop op de Olympische Winterspelen 1928. Tot eind januari schreven de kranten over hem als lid van het Olympische team. Op het laatste moment, op 30 januari 1928, werd aangekondigd dat Themans niet zouden deelnemen. Door een heftige staking van zijn personeel in zijn fabriek moest Lévy Themans zich terugtrekken. Hij werd vervangen door Edwin Teixeira de Mattos.